# 611 Valeria
611 Valeria è un asteroide della fascia principale del diametro medio di circa 56,97 km. Scoperto nel 1906, presenta un'orbita caratterizzata da un semiasse maggiore pari a 2,9836773 UA e da un'eccentricità di 0,1179994, inclinata di 13,43777° rispetto all'eclittica.
L'origine del suo nome è sconosciuta.